# Jon Svensson
Jonas (Jon) Svensson, född 6 juni 1788 i Styfje by, Norrala socken, död 11 december 1852 i Njutångers socken, var en svensk väckelsepredikant.
Jon Svensson var son till bonden Sven Jonsson och Anna Olsdotter. Efter föräldrarnas död delade han tillsammans med en bror fädernegården, men hans ringa intresse för jordbruket och missväxtår gjorde att han tvingades nöja sig med en mindre lägenhet. Redan tidigt började han färdas omkring i Hälsingland och Gästrikland för att besöka troende, hålla möten och mana folket till bättring. Någon egentlig predikoverksamhet utövade han inte utan det var snarast genom sitt personliga vittnesbörd om Guds vilja, han påverkade människorna. Jon Svensson hyste en barnafrom förtröstan på Guds hjälp och lydde absolut vad han trodde var andens maning i hans inre. Han föreställde sig Gud som personligen närvarande, kallade honom sin far, samtalade med honom och lade fram för honom sina bekymmer samt levde i fullkomlig sorglöshet för morgondagen. Hans bekymmerslösa förlitande på Gud väckte stor förundran bland folk, och i sägner har bevarats berättelser om hur han hjälptes ur svåra situationer. Han hade en ganska stor improvisatorisk förmåga att dikta visor och religiösa sånger, som bevarats i folkliga uppteckningar. Allmänt kallades han för "Himlaprinsen" och använde även själv detta tillnamn. En del av hans dikter samt traditioner om honom samlades i ett litet häfte, Himlaprinsen. Samlade berättelser ur bonden Jon Svenssons i Norrala liv (1883, 13:e upplagan 1935). Dessutom skildrade författaren Wiktor Norin honom i mer romantiserad form i romanen Himlaprinsen (1948).